# 青春の歌風景 〜フォーク&ポップス全集〜
『青春の歌風景 〜フォーク&ポップス全集〜』（せいしゅんのうたふうけい フォーク&ポップスぜんしゅう）は、ユニバーサルミュージック・ダイレクトが企画・発売する通販専用CDボックスである。

## 収録曲

### 青春の歌風景 〜フォーク&ポップス全集〜

#### DISC1：22才の別れ
| 曲順 | タイトル                                                                           | アーティスト | ジャンル           |
| ---- | ---------------------------------------------------------------------------------- | ------------ | ------------------ |
| 1    | 22才の別れ （作詞・作曲：伊勢正三） （発売日：1975年2月5日）                       | 風           | フォーク           |
| 2    | 海岸通 （作詞・作曲：伊勢正三） （発売日：1979年4月25日）                          | イルカ       | フォーク           |
| 3    | 僕の胸でおやすみ （作詞・作曲：山田パンダ） （発売日：1973年7月1日）               | かぐや姫     | フォーク           |
| 4    | この広い野原いっぱい （作詞：小薗江圭子／作曲：森山良子） （発売日：1967年1月2日） | 森山良子     | フォーク           |
| 5    | わかって下さい （作詞・作曲：因幡晃） （発売日：1976年2月5日）                     | 因幡晃       | ニューミュージック |
| 6    | 縁切寺 （作詞・作曲：さだまさし） （発売日：1975年11月25日）                       | グレープ     | フォーク           |
| 7    | 風の街 （作詞：喜多條忠／作曲：吉田拓郎） （発売日：1975年6月23日）                | 山田パンダ   | ニューミュージック |
| 8    | 妹 （作詞：喜多条忠／作曲：南こうせつ） （発売日：1974年5月20日）                  | かぐや姫     | フォーク           |
| 9    | 愛する人へ （作詞：岡本おさみ／作曲：南こうせつ） （発売日：1977年1月25日）        | 南こうせつ   | フォーク           |
| 10   | 一本道 （作詞・作曲：友部正人） （発売日：1972年4月）                              | 友部正人     | フォーク           |
| 11   | まあるいいのち （作詞・作曲：イルカ） （発売日：1980年12月21日）                   | イルカ       | フォーク           |
| 12   | 君と歩いた青春 （作詞・作曲：伊勢正三） （発売日：1976年11月25日）                 | 風           | ニューミュージック |
| 13   | 夢一夜 （作詞：阿木燿子／作曲：南こうせつ） （発売日：1978年10月25日）             | 南こうせつ   | フォーク           |
| 14   | 雨が空から降れば （作詞：別役実／作曲：小室等） （発売日：1971年4月1日）           | 小室等       | フォーク           |
| 15   | プカプカ （作詞・作曲：西岡恭蔵） （発売日：1972年12月10日）                       | 西岡恭蔵     | フォーク・ロック   |
| 16   | 青葉城恋唄 （作詞：星間船一／作曲：さとう宗幸） （発売日：1978年5月5日）           | さとう宗幸   | フォーク           |
| 17   | なごり雪 （作詞・作曲：伊勢正三） （発売日：1975年11月5日）                        | イルカ       | ニューミュージック |
| 18   | 神田川 （作詞：喜多条忠／作曲：南こうせつ） （発売日：1973年9月20日）              | かぐや姫     | フォーク           |

#### DISC2：結婚しようよ
| 曲順 | タイトル                                                                                | アーティスト                   | ジャンル           |
| ---- | --------------------------------------------------------------------------------------- | ------------------------------ | ------------------ |
| 1    | 木綿のハンカチーフ （作詞：松本隆／作曲：筒美京平） （発売日：1975年12月21日）          | 太田裕美                       | ニューミュージック |
| 2    | 結婚しようよ （作詞・作曲：吉田拓郎） （発売日：1972年1月21日）                         | よしだたくろう                 | ニューミュージック |
| 3    | 『いちご白書』をもう一度 （作詞・作曲：荒井由実） （発売日：1975年8月1日）              | バンバン                       | ニューミュージック |
| 4    | 地下鉄にのって （作詞：岡本おさみ／作曲：吉田拓郎） （発売日：1972年11月21日）          | 猫                             | ニューミュージック |
| 5    | 少女 （作詞・作曲：五輪真弓） （発売日：1972年10月21日）                                | 五輪真弓                       | ニューミュージック |
| 6    | 岬めぐり （作詞：山上路夫／作曲：山本コウタロー） （発売日：1974年6月1日）              | 山本コウタロー＆ウィークエンド | ニューミュージック |
| 7    | てんとう虫のサンバ （作詞：さいとう大三／作曲：馬飼野俊一） （発売日：1973年7月5日）    | チェリッシュ                   | ニューミュージック |
| 8    | 秋でもないのに （作詞：細野敦子／作曲：江波戸憲和） （発売日：1970年9月1日）            | 本田路津子                     | フォーク           |
| 9    | 白い冬 （作詞：工藤忠幸／作曲：山木康世） （発売日：1974年9月21日）                     | ふきのとう                     | ニューミュージック |
| 10   | あの頃のまま （作詞・作曲：松任谷由実） （発売日：1979年7月）                           | ブレッド&バター                | ニューミュージック |
| 11   | きみの朝 （作詞：岡本おさみ／作曲：岸田敏志） （発売日：1979年3月21日）                 | 岸田智史                       | ニューミュージック |
| 12   | 落陽（'73 LIVE） （作詞：岡本おさみ／作曲：吉田拓郎） （発売日：1973年12月21日）        | よしだたくろう                 | ニューミュージック |
| 13   | 学生街の喫茶店 （作詞：山上路夫／作曲：すぎやまこういち） （発売日：1972年6月20日）     | ガロ                           | ニューミュージック |
| 14   | 冬が来る前に （作詞：後藤悦治郎／作曲：浦野直） （発売日：1977年11月1日）               | 紙ふうせん                     | ニューミュージック |
| 15   | 酒と泪と男と女 （作詞・作曲：河島英五） （発売日：1976年6月25日）                       | 河島英五                       | ニューミュージック |
| 16   | 踊り子 （作詞・作曲：村下孝蔵） （発売日：1983年8月25日）                               | 村下孝蔵                       | ニューミュージック |
| 17   | フィーリング （作詞：なかにし礼／作曲：モーリス・アルバート） （発売日：1976年12月1日） | ハイ・ファイ・セット           | ニューミュージック |
| 18   | 旅立ち （作詞・作曲：松山千春） （発売日：1977年1月25日）                               | 松山千春                       | ニューミュージック |

#### DISC3：しおさいの詩
| 曲順 | タイトル                                                                                               | アーティスト                   | ジャンル           |
| ---- | --- | ------------------------------ | ------------------ |
| 1    | 青春の影 （作詞・作曲：財津和夫） （発売日：1974年6月5日）                                             | チューリップ                   | ニューミュージック |
| 2    | しおさいの詩 （作詞・作曲：小椋佳） （発売日：1971年2月21日）                                          | 小椋佳                         | フォーク           |
| 3    | 春夏秋冬 （作詞・作曲：泉谷しげる） （発売日：1972年4月25日）                                          | 泉谷しげる                     | ニューミュージック |
| 4    | 夢の中へ （作詞・作曲：井上陽水） （発売日：1973年3月1日）                                             | 井上陽水                       | ニューミュージック |
| 5    | 眠れぬ夜 （作詞・作曲 : 小田和正） （発売日：1975年12月20日）                                          | オフコース                     | ニューミュージック |
| 6    | ケンとメリー〜愛と風のように〜 （作詞：山中光弘・高橋信之／作曲：高橋信之） （発売日：1972年11月25日） | BUZZ                           | ニューミュージック |
| 7    | 或る日突然 （作詞：山上路夫／作曲：村井邦彦） （発売日：1969年5月10日）                                | トワ・エ・モワ                 | フォーク           |
| 8    | あなた （作詞・作曲：小坂明子） （発売日：1973年12月21日）                                             | 小坂明子                       | ニューミュージック |
| 9    | 戦争を知らない子供たち （作詞：北山修／作曲：杉田二郎） （発売日：1971年2月5日）                       | ジローズ                       | フォーク・ロック   |
| 10   | 白い色は恋人の色 （作詞：北山修／作曲：加藤和彦） （発売日：1969年10月1日）                            | ベッツィ&クリス                | フォーク           |
| 11   | 花嫁 （作詞：北山修／作曲：はしだのりひこ・坂庭省悟） （発売日：1971年1月10日）                        | はしだのりひこ＆クライマックス | フォーク・ロック   |
| 12   | 小さな日記 （作詞：原田晴子／作曲：落合和徳） （発売日：1968年10月10日）                               | フォー・セインツ               | フォーク           |
| 13   | 葛飾にバッタを見た （作詞・作曲：なぎらけんいち） （発売日：1974年8月10日）                            | なぎらけんいち                 | フォーク           |
| 14   | 帰らざる日々 （作詞・作曲：谷村新司） （発売日：1976年4月5日）                                         | アリス                         | フォーク・ロック   |
| 15   | ひらひら （作詞・作曲：中山ラビ） （発売日：1974年7月）                                                | 中山ラビ                       | ニューミュージック |
| 16   | あの素晴しい愛をもう一度 （作詞：北山修／作曲：加藤和彦） （発売日：1971年4月5日）                     | 加藤和彦＆北山修               | フォーク・ロック   |
| 17   | カレーライス （作詞・作曲：遠藤賢司） （発売日：1972年2月）                                            | 遠藤賢司                       | フォーク           |
| 18   | 帰って来たヨッパライ （作詞：松山猛・北山修／作曲：加藤和彦） （発売日：1967年12月25日）               | ザ・フォーク・クルセダーズ     | フォーク           |

#### DISC4：秋の気配
| 曲順 | タイトル                                                                                          | アーティスト                 | ジャンル           |
| ---- | ------------------------------------------------------------------------------------------------- | ---------------------------- | ------------------ |
| 1    | 心もよう （作詞・作曲：井上陽水） （発売日：1973年9月21日）                                       | 井上陽水                     | ニューミュージック |
| 2    | 魔法の黄色い靴 （作詞・作曲：財津和夫） （発売日：1972年6月5日）                                  | チューリップ                 | ニューミュージック |
| 3    | 秋の気配 （作詞・作曲 : 小田和正） （発売日：1977年8月5日）                                       | オフコース                   | ニューミュージック |
| 4    | 雨やどり （作詞・作曲：さだまさし） （発売日：1977年3月10日）                                     | さだまさし                   | ニューミュージック |
| 5    | 私は泣いています （作詞・作曲：りりィ） （発売日：1974年3月5日）                                  | りりィ                       | ニューミュージック |
| 6    | 我が良き友よ （作詞・作曲：吉田拓郎） （発売日：1975年2月5日）                                    | かまやつひろし               | ニューミュージック |
| 7    | 夜が明けたら （作詞・作曲：浅川マキ） （発売日：1969年7月1日）                                    | 浅川マキ                     | フォーク           |
| 8    | ダスティン・ホフマンになれなかったよ （作詞：藤公之介／作曲：大塚博堂） （発売日：1976年6月25日） | 大塚博堂                     | ニューミュージック |
| 9    | ダンスはうまく踊れない （作詞・作曲：井上陽水） （発売日：1977年4月21日）                         | 石川セリ                     | ニューミュージック |
| 10   | 母に捧げるバラード （作詞：武田鉄矢／作曲：海援隊） （発売日：1973年12月10日）                    | 海援隊                       | ニューミュージック |
| 11   | ひとり寝の子守唄 （作詞：加藤登紀子／作曲：森岡賢一郎） （発売日：1969年9月15日）                 | 加藤登紀子                   | フォーク           |
| 12   | ぼくの好きな先生 （作詞・作曲：忌野清志郎） （発売日：1972年2月5日）                              | RCサクセション               | ニューミュージック |
| 13   | さとうきび畑（short version） （作詞・作曲：寺島尚彦） （発売日：1998年2月11日）                  | 森山良子                     | フォーク           |
| 14   | 希望 （作詞：藤田敏雄／作曲：いずみたく） （発売日：1969年5月1日）                                | フォー・セインツ             | フォーク           |
| 15   | 今はもうだれも （作詞・作曲：佐竹俊郎） （発売日：1975年9月5日）                                  | アリス                       | ニューミュージック |
| 16   | 風 （作詞：北山修／作曲：はしだのりひこ） （発売日：1969年1月10日）                               | はしだのりひこ＆シューベルツ | フォーク           |
| 17   | さらば青春 （作詞・作曲：小椋佳） （発売日：1971年2月21日）                                       | 小椋佳                       | フォーク           |
| 18   | オリビアを聴きながら （作詞・作曲：尾崎亜美） （発売日：1980年9月6日）                            | 尾崎亜美                     | ニューミュージック |

### 青春の歌風景 〜フォーク&ポップス全集〜Ⅱ

#### DISC1：傘がない
| 曲順 | タイトル                                                                                | アーティスト               | ジャンル           |
| ---- | --------------------------------------------------------------------------------------- | -------------------------- | ------------------ |
| 1    | 僕の贈りもの （作詞・作曲 : 小田和正） （発売日：1973年2月20日）                        | オフコース                 | ニューミュージック |
| 2    | 傘がない （作詞・作曲：井上陽水） （発売日：1972年7月1日）                              | 井上陽水                   | ニューミュージック |
| 3    | 白い一日 （作詞：小椋佳／作曲：井上陽水） （発売日：1974年1月21日）                     | 小椋佳                     | フォーク           |
| 4    | メリー・ジェーン （作詞：クリストファー・リン／作曲：つのだ☆ひろ） （発売日：1971年）   | つのだ☆ひろ                | ポップス           |
| 5    | この空を飛べたら （作詞・作曲：中島みゆき） （発売日：1978年3月10日）                   | 加藤登紀子                 | ニューミュージック |
| 6    | 冬の稲妻 （作詞：谷村新司／作曲：堀内孝雄） （発売日：1977年10月5日）                   | アリス                     | ニューミュージック |
| 7    | マリエ （作詞・作曲：岩沢幸矢・岩沢二弓） （発売日：1970年4月）                         | ブレッド&バター            | フォーク           |
| 8    | ウイスキーの小瓶 （作詞・作曲：みなみらんぼう） （発売日：1973年）                      | みなみらんぼう             | フォーク           |
| 9    | 野バラ咲く路 （作詞・作曲：市川染五郎） （発売日：1967年）                              | 市川染五郎                 | フォーク           |
| 10   | 悲しくてやりきれない （作詞：サトウハチロー／作曲：加藤和彦） （発売日：1968年3月21日） | ザ・フォーク・クルセダーズ | フォーク           |
| 11   | 琵琶湖周航の歌 （作詞：小口太郎／作曲：早川博二） （発売日：1971年5月21日）             | 加藤登紀子                 | フォーク           |
| 12   | ミルク・ティー （作詞：うらたのぶこ／作曲：遠藤賢司） （発売日：1971年11月10日）        | 遠藤賢司                   | フォーク           |
| 13   | 踊り子 （作詞・作曲：下田逸郎） （発売日：1974年10月）                                  | 下田逸郎                   | フォーク・ロック   |
| 14   | 青年は荒野をめざす （作詞：五木寛之／作曲：加藤和彦） （発売日：1968年12月5日）         | ザ・フォーク・クルセダーズ | フォーク           |
| 15   | からっぽの世界 （作詞・作曲：早川義夫） （発売日：1968年3月25日）                       | ジャックス                 | フォーク・ロック   |
| 16   | めまい （作詞・作曲：小椋佳） （発売日：1975年11月21日）                                | 小椋佳                     | フォーク           |
| 17   | 秋止符 （作詞：谷村新司／作曲：堀内孝雄） （発売日：1979年12月20日）                    | アリス                     | ニューミュージック |
| 18   | 家をつくるなら （作詞：松山猛／作曲：加藤和彦） （発売日：1971年10月5日）               | 加藤和彦                   | フォーク・ロック   |

#### DISC2：SACHIKO
| 曲順 | タイトル                                                                              | アーティスト                   | ジャンル           |
| ---- | ------------------------------------------------------------------------------------- | ------------------------------ | ------------------ |
| 1    | 夏休み （作詞・作曲：吉田拓郎） （発売日：1972年7月21日）                             | よしだたくろう                 | ニューミュージック |
| 2    | 雪 （作詞・作曲：吉田拓郎） （発売日：1972年8月21日）                                 | 猫                             | ニューミュージック |
| 3    | ロマンス （作詞：山上路夫／作曲：堀内護） （発売日：1973年8月25日）                   | ガロ                           | ニューミュージック |
| 4    | 竹田の子守唄 （作詞・作曲：日本民謡） （発売日：1971年2月5日）                        | 赤い鳥                         | フォーク           |
| 5    | 亜麻色の髪の乙女 （作詞：橋本淳／作曲：すぎやまこういち） （発売日：1968年2月25日）   | ヴィレッジ・シンガーズ         | グループ・サウンズ |
| 6    | 時には母のない子のように （作詞：寺山修司／作曲：田中未知） （発売日：1969年2月21日） | カルメン・マキ                 | フォーク           |
| 7    | 卒業写真 （作詞・作曲：荒井由実） （発売日：1975年2月5日）                            | ハイ・ファイ・セット           | ニューミュージック |
| 8    | 翼をください （作詞：山上路夫／作曲：村井邦彦） （発売日：1971年2月5日）              | 赤い鳥                         | フォーク・ロック   |
| 9    | 耳をすましてごらん （作詞：山田太一／作曲：湯浅譲二） （発売日：1972年7月21日）       | 本田路津子                     | ニューミュージック |
| 10   | 恋人よ （作詞・作曲：五輪真弓） （発売日：1980年8月21日）                             | 五輪真弓                       | ニューミュージック |
| 11   | シンシア （作詞・作曲：吉田拓郎） （発売日：1974年7月1日）                            | よしだたくろう＆かまやつひろし | ニューミュージック |
| 12   | SACHIKO （作詞：小泉長一郎／作曲：ばんばひろふみ） （発売日：1979年9月21日）          | ばんばひろふみ                 | ニューミュージック |
| 13   | 九月の雨 （作詞：松本隆／作曲：筒美京平） （発売日：1977年9月1日）                    | 太田裕美                       | ニューミュージック |
| 14   | もうひとつの雨やどり （作詞・作曲：さだまさし） （発売日：1977年7月10日）             | さだまさし                     | ニューミュージック |
| 15   | おもかげ色の空 （作詞：伊勢正三／作曲：南こうせつ） （発売日：1972年12月20日）        | かぐや姫                       | フォーク・ロック   |
| 16   | サラダの国から来た娘 （作詞・作曲：イルカ） （発売日：1978年3月25日）                 | イルカ                         | フォーク           |
| 17   | 加茂の流れに （作詞・作曲：南こうせつ） （発売日：1972年4月20日）                     | かぐや姫                       | フォーク           |
| 18   | 夏の少女 （作詞・作曲：南こうせつ） （発売日：1977年6月5日）                          | 南こうせつ                     | ニューミュージック |

#### DISC3：白いブランコ
| 曲順 | タイトル                                                                                        | アーティスト                   | 発売日           |
| ---- | ----------------------------------------------------------------------------------------------- | ------------------------------ | ---------------- |
| 1    | 出発の歌 （作詞：及川恒平／作曲：小室等） （発売日：1971年11月）                                | 上條恒彦＆六文銭               | フォーク         |
| 2    | 面影橋から （作詞：田中伸彦・及川恒平／作曲：及川恒平） （発売日：1972年11月10日）              | 及川恒平                       | フォーク         |
| 3    | 赤色エレジー （作詞：あがた森魚／作曲：八洲秀章） （発売日：1972年4月25日）                     | あがた森魚                     | フォーク         |
| 4    | だれかが風の中で （作詞：和田夏十／作曲：小室等） （発売日：1972年1月5日）                      | 上條恒彦                       | フォーク         |
| 5    | サーカスにはピエロが （作詞・作曲：西岡恭蔵） （発売日：1972年7月25日）                         | 西岡恭蔵                       | フォーク         |
| 6    | センチメンタル通り （作詞・作曲：鈴木慶一） （発売日：1973年10月25日）                          | はちみつぱい                   | フォーク         |
| 7    | どうぞこのまま （作詞・作曲：丸山圭子） （発売日：1976年7月5日）                                | 丸山圭子                       | フォーク         |
| 8    | さよならをするために （作詞：石坂浩二／作曲：坂田晃一） （発売日：1972年2月10日）               | ビリー・バンバン               | フォーク         |
| 9    | バイバイ・ブルース （作詞・作曲：木暮晋也） （発売日：1977年）                                  | シバ                           | フォーク         |
| 10   | サンフランシスコ湾ブルース （作詞：若林純夫／作曲：ジェシー・フラー） （発売日：1972年1月10日） | 武蔵野タンポポ団               | フォーク         |
| 11   | 比叡おろし （作詞・作曲：松岡正剛） （発売日：1970年5月）                                       | 小林啓子                       | フォーク         |
| 12   | 希望 （作詞：藤田敏雄／作曲：いずみたく） （発売日：1970年4月1日）                              | 岸洋子                         | フォーク         |
| 13   | 白いブランコ （作詞：小平なほみ／作曲：菅原進） （発売日：1969年1月15日）                       | ビリー・バンバン               | フォーク         |
| 14   | 風をあつめて （作詞：松本隆／作曲：細野晴臣） （発売日：1971年11月20日）                        | はっぴいえんど                 | フォーク・ロック |
| 15   | 自転車にのって （作詞・作曲：高田渡） （発売日：1971年5月20日）                                 | 高田渡                         | フォーク         |
| 16   | 男らしいってわかるかい （作詞：大塚まさじ・ピロ／作曲：ボブ・ディラン） （発売日：1971年7月）   | ディランII                     | フォーク         |
| 17   | 教訓Ⅰ （作詞：上野瞭・加川良／作曲：加川良） （発売日：1971年7月20日）                          | 加川良                         | フォーク         |
| 18   | イムジン河 （原詞：朴世永／作詞：松山猛／作曲：高宗漢） （発売日：1969年7月）                   | ミューテーション・ファクトリー | フォーク         |